# 名古屋市立富田中学校
名古屋市立富田中学校（なごやしりつ とみだちゅうがっこう）は、愛知県名古屋市中川区の公立中学校。

## 歴史
- 1872年（明治5年） - 『中川区史』（1987年）では、学制発布時に前身校が発足したとしている[1]。
- 1907年（明治40年） - 組合立富田高等小学校が戸田に設置される[1]。
- 1909年（明治42年） - 富田尋常高等小学校 高等科となる[1]。
- 1913年（大正2年） - 現校地に移転する[1]。
- 1947年（昭和22年）4月1日 - 富田町立富田中学校となる[1]。学校公式サイトではこの時点を発足としている[WEB 1]。
- 1955年（昭和30年） - 海部郡富田町が名古屋市に編入され、名古屋市立富田中学校となる[1]。
- 1975年（昭和50年）4月 - 名古屋市立はとり中学校が分離する[1]。
- 1978年（昭和53年）4月 - 名古屋市立助光中学校が分離する[1]。
- 1982年（昭和57年）4月 - 名古屋市立供米田中学校が分離する[1]。

## 部活動
部活動として、男子バスケットボール部・女子バスケットボール部・陸上競技部（男女）・サッカー部（男）・野球部（男）・バレーボール部（女）・ソフトテニス部（女）・美術部（男女）・卓球部（男女）が活動を行っている。

## アクセス
- JR東海関西本線春田駅より徒歩7分[WEB 3]
- 名古屋市営バス金山22号系統「富田中学校前」停留所より徒歩3分[WEB 3]
- 名古屋市営バス高畑17号系統・春田11号系統・富田巡回系統「富田中学校前」停留所より徒歩5分[WEB 3]

### WEB
1. ↑  “沿革概要”.   名古屋市立富田中学校. 2020年1月25日閲覧。
2. ↑  “部活動紹介”.   名古屋市立富田中学校. 2020年1月25日閲覧。
3. 1 2 3  “所在地”.   名古屋市立富田中学校. 2020年1月25日閲覧。

### 書籍
1. 1 2 3 4 5 6 7 8 9  中川区制施行50周年記念誌編集委員会 1987, p. 438.